# Harpalus megacephalus
Harpalus megacephalus är en skalbaggsart som beskrevs av Leconte. Harpalus megacephalus ingår i släktet Harpalus och familjen jordlöpare. Inga underarter finns listade i Catalogue of Life.